# Adapter
|  | Wiktionary har en ordboksartikel om adapter. |

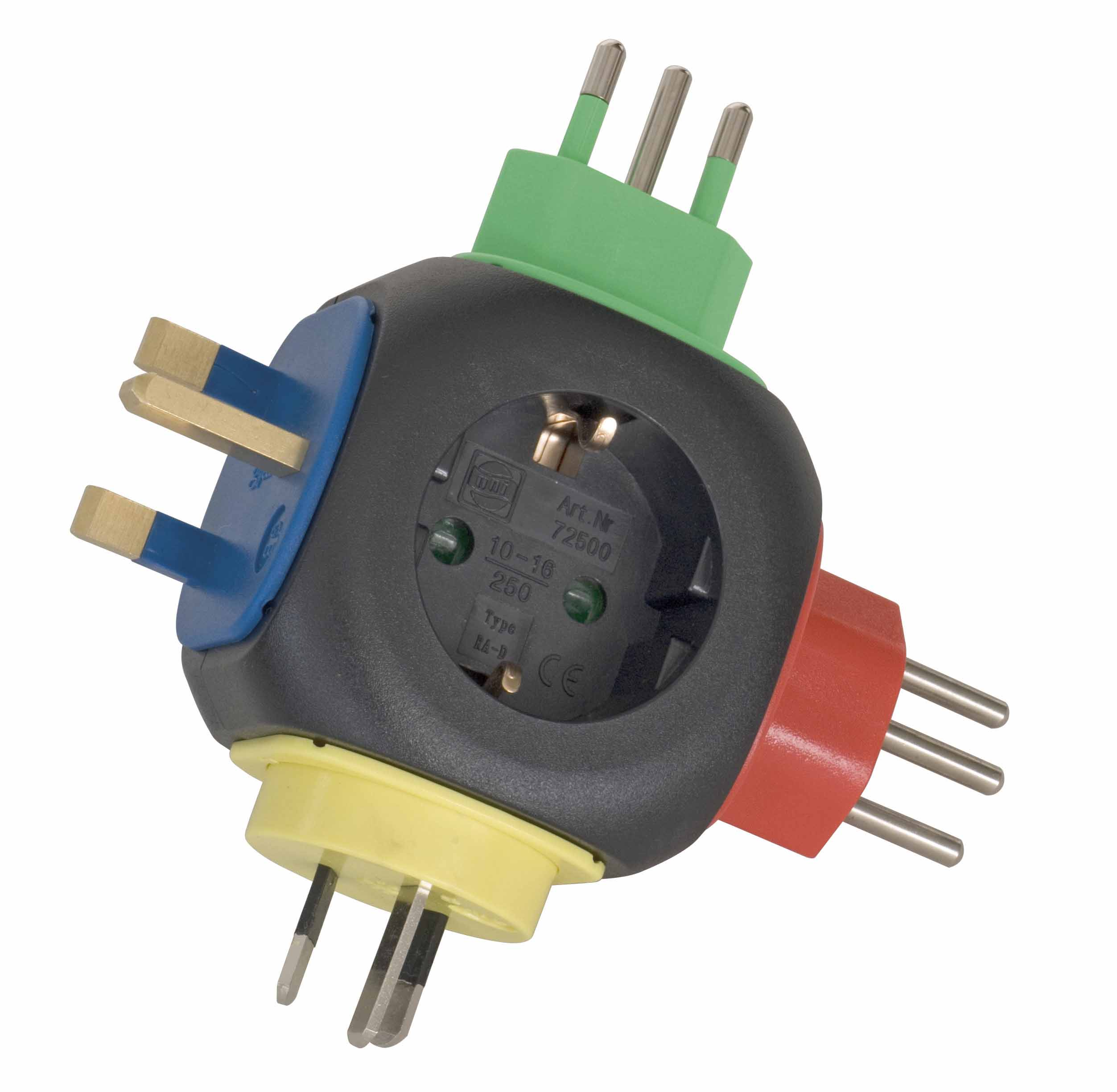
En reseadapter.

Adapter, från engelskan adapt, vilket betyder "anpassa", är en anpassningsenhet, det vill säga en anordning som gör det möjligt att anpassa en apparat eller funktion till en annan apparat eller funktion, ofta för att dessa ska kunna verka ihop eller kopplas samman. En adapter är ofta en lös enhet, det vill säga en tillsats.

## Exempel

### Elektricitet
- Nätadapter – en transformator och likriktare som tillsammans ger en spänning
- Strömadapter – en enhet som levererar elektricitet till utrustning som inte använder sig av den standardiserade från vägguttaget

### Datorer

#### Hårdvara
- Color Graphics Adapter – IBM:s första grafikkort för färgvisning från 1981
- Host Bus Adapter – en sorts nätverkskort
- International Docking Adapter – en amerikansk adapter mellan dockningssystemen APAS-95 och International Docking System Standard
- Pressurized Mating Adapter – en amerikansk, trycksatt adapter, med en Common Berthing Mechanism-port i den ena änden och en APAS-95-port i den andra
- Wii LAN Adapter – en adapter som gör det möjligt att ansluta en Wii-konsol till ett trådbundet nätverk

#### Mjukvara
- Adapter (designmönster) – inom programmering ett designmönster som låter gränssnittet till en befintlig klass användas från ett annat gränssnitt
- Enhanced Graphics Adapter – en grafikstandard som introducerades av IBM 1984
- Flerspelar-adapter – tillbehör till tv-spel som är avsedda att göra det möjligt för flera spelare att spela samtidigt på samma konsol
- Monochrome Display Adapter – IBMs standard för grafikkort från 1981

### Övrigt
- Fotografisk adapter – olika fotografiska tillbehör
- Ventilräddare – adapter för att förminska cykelfälgens ventilhål
- Tubkanon – adapter i en eldvapenpipa för att minska dess kaliber